# سرود آرزو
سرود آرزو کتابی از فخر الدین مزارعی است که در سال ۱۳۶۹ منتشر و در مراسم کتاب سال جمهوری اسلامی ایران به‌عنوان کتاب شایسته تقدیر معرفی شد.